# Price Induction
Price Induction est une entreprise française qui développe et produit les moteurs turbofan DGEN destinés aux avions légers de voyage (4/6 places) de type Personal Light Jets (PLJs). Elle est établie à Anglet et emploie une cinquantaine de personnes. Elle possède trois filiales, à Atlanta aux États-Unis, São José dos Campos au Brésil et Berlin en Allemagne.

## Histoire
La société Price Induction a été fondée par Jean et Bernard Etcheparre qui ont auparavant créé et développé les sociétés Lectra Systèmes et Brigantine Aircraft. En 1996 et 1997, l’idée d’un programme de développement d’un moteur destiné à l’Aviation Générale est apparue comme un sujet particulièrement porteur et des travaux d’études théoriques ont été entrepris au cours de cette période. Après trois ans de préparation est né le concept des DGEN, dans un contexte de marché favorable à l'idée de l'avènement d'une aviation de Jets de 4 à 5 places à des prix abordables (rêve du moment, avion de < 1 M $, Vern Raburn) dans le marché de l'Aviation Générale (apparition par la suite de projets de Jets divers, le Safire, l'Eclipse, le Diamond Jet, le Cirrus Vision, Maverick Jet, etc.)
Il a donc été décidé de lancer le développement de ce moteur en 2001 à la suite de la signature d'un accord-cadre entre le groupe Snecma et la société Price Induction, établi en accord avec la Direction Générale du groupe.
Snecma à cette époque s’investissait directement dans le programme d’un moteur Diesel de 250/300 CV en prenant le contrôle de la SMA qui avait été créé en 1998 par EADS, Renault Sport et la SOCATA. Il y avait une grande cohérence entre les deux projets. Le programme moteur Diesel étant porté directement par le Groupe à travers la SMA qui était une filiale, le programme Turbofan étant porté par un Start-Up sans lien capitalistique direct avec le Groupe. Cet accord a permis de bénéficier d’un soutien technique essentiel surtout dans les 3 premières années sur différents sujets et en particulier sur les études aérodynamiques spécifiques, et de la mise à disposition de facilités (banc de test à Tarnos) cet accord a duré 15 ans.
Ces décisions résultent des études de marché de l’époque sur l’avenir de l’Aviation Générale, qui faisaient apparaitre un besoin de modernisation des avions de cette classe (entre 1200 et 3000 kg entre 2 et 6 places d’utilisation personnelle ou professionnelle) sur différents sujets, en particulier pour les moteurs dans une gamme de puissance (230/350 kW) à la fois sur la formule classique mais surtout en moteur Diesel, et à la fois sous la forme de turbine, mais plus sur la présentation Turbofan que Turboprop.
Ces décisions sont la conséquence surtout du lancement du programme AGATE aux USA en 1996 (Advanced General Aviation Transport Experiments), qui a été un programme public (fédéral) destiné au financement des études conduisant à la revitalisation de l’Aviation Générale (plus de 150 000 avions aux USA à cette époque et les constructeurs majeurs du secteur) tant sur les équipements embarqués modernes que sur les technologies de fabrication , que sur l’amélioration de l’environnement de gestion des vols et leur sécurité et sur la maintenance et la formation , que sur les moteurs adaptés à cette classe d’avion.
Le volet (GAP) General Aviation Propulsion du programme AGATE était sous le contrôle de la NASA à travers la DARPA, il a financé pendant plusieurs années d’une part des travaux sur un moteur Diesel de 250/300 CV (Continental) et d’autre part un Turbofan, le FJ 22 (Williams), de 450/500 daN de poussée et de l’ordre de 4,5 de dilution. Le FJ 22 qui devait être le moteur de l’Eclipse n’a malheureusement pas tenu ses promesses et a été abandonné ce qui a été une des causes du retard et en conséquence, l’échec du programme de l’Eclipse. Indirectement ce mouvement impulsé par AGATE s’est poursuivi et a permis l’apparition du FJ 32 chez Williams et de la série des PW500 de Pratt & Whitney sans compter l’extraordinaire réussite des équipementiers électroniques américains qui dominent 25 ans après, le marché dans ce secteur.
Aucun programme de soutien financier n’existant à cette époque, sur ces sujets, en France ou en EU, le financement du programme DGEN est passé d’abord par une phase classique de financement par des apports privés uniquement en fonds propres, sans aides et sans prêts,  d’un montant de l’ordre de 1,2 M€ (4 augmentations de capital en 5 ans) : c’est la période du capital de proximité où une trentaine d’investisseurs privés, dont les fondateurs, ont progressivement pris le risque de soutenir le projet. La signature des accords avec Snecma (qui deviendra SAFRAN par la suite) qui était indispensable pour crédibiliser le programme, a apporté tout ce qu’il fallait sur le plan technique mais  n’a pas permis de déclencher aussi vite qu’il était nécessaire (et qui était espéré) l’intervention des sociétés financières de capital risque spécialisées.
Le premier tour de table d’investisseurs financiers ne s’est réalisé qu’en fin 2004 (2 M€) : 18 mois après, le 31 octobre 2006, le DGEN faisait sa première rotation FETT, version A4.
Le financement de la deuxième phase qui devait amener le développement du moteur au niveau TRL 8 et permettre la mise en place de l’organisation de l’entreprise en moyens humains et en méthodes, comme exigé par les règles de certification, a mis du temps à se réaliser. Il a fallu vivre plus de deux ans avec des moyens très réduits (effectif 15 personnes). Il n’a été réalisé que fin juillet 2008 (6 M€ en fonds propres, 4,5 M€ en avances remboursables et subventions, 3 M€ en prêt moyen terme).
La réussite du tour de table financier de 2008 s’est faite quelques semaines avant le déclenchement, en Aout, de la crise de 2008. Les conséquences de cette crise pour le marché de l’Aviation Générale ont été dramatiques avec une réduction de plus de la moitié des ventes pour un marché qui progressait régulièrement depuis le début des années 2000 et la mise en difficulté de la plupart des avionneurs du marché. Malgré tout, la décision a été de poursuivre le programme pour amener le moteur au moins jusqu’au niveau du TRL 8 et parallèlement de lancer la commercialisation de solutions pédagogiques sous la forme de bancs de test réels auprès des grandes écoles et universités (4 installations dans le monde), de moteurs spéciaux pour  les centres de recherche (NASA,JAXA ,KARI..) et de banc de test virtuels de simulation pour la formation des ingénieurs et des techniciens de l’aéronautique (plus d’une cinquantaine de clients à travers le monde). Tous ces produits ont été commercialisés sous l’appellation des « solutions WESTT » et leurs ventes ont permis de consolider le financement des dépenses du programme DGEN.
C’est en septembre 2011 que la version A7, totalement intégrée, a réussi son premier bloc-test (150 h) en respectant les cycles exigés pour la certification (très sévères). Le développement s’est poursuivi jusqu’en mi 2014 avec 2 moteurs d’essais dans deux bancs distincts pour atteindre un niveau technique permettant d’envisager des essais en vol, en ayant accumulé plus de 3500 h de fonctionnement et de l’ordre de 6000 cycles.
Le dernier espoir de trouver le financement de la dernière étape du Start-Up (évalué entre 35 et 50 M€ sur 4/5 ans de travail) qui comprenait la certification et le lancement de production s’est éteint fin 2014.
Comme aucun avionneur n’avait finalisé la décision de lancement d’un programme avion, les actionnaires financiers (qui possédaient la grande majorité du capital) en accord avec les actionnaires historiques, ont décidé de suspendre le programme et de réorienter la société vers une activité de prestations intellectuelles pour le compte des grands groupes aéronautiques.
Le dirigeant historique s’est retiré début 2015 (après 18 ans de gestion du Start-Up) et a été remplacé par une équipe de jeunes managers. La société qui comptait une cinquantaine d’employés dont plus de 40 ingénieurs a bénéficié d’un plan de sauvegarde qui a permis de rééquilibrer ses engagements et de la refinancer (plus de 1,5 M€ de nouveaux fonds propres) pour la placer dans les meilleures conditions de redémarrage.
Malheureusement après une première année prometteuse, la société n’a pas réussi à trouver son équilibre économique dans sa nouvelle définition d’activité (totalement éloignée du projet initial, de sa culture et de son organisation) et s’est retrouvée début 2018 dans une situation financière compromise.
En juin 2018, la société déclare l’état de cessation de paiement et est mise en redressement, puis en liquidation judiciaire ,. Elle est reprise par la société Akira Technologies 
Le développement du DGEN a représenté environ 450 000 h de travail sur 17 ans d’activité de recherche et de développement, l’entreprise a très peu sous-traité et a assuré en interne les études et les développements les plus complexes par ses propres moyens (y compris le FADEC). Le programme a couté de l’ordre de 23 M€ et a été financé pour plus de 50% par des fonds propres, pour 10% par des prêts moyens termes, soit plus de 60% de financement privés, par l’exploitation (vente des produits WESTT) pour environ 10 % et par des avances remboursables ANVAR/BPI, des subventions et du crédit impôt recherche. On estime que dans un contexte hors Start-Up, le financement de cette phase aurait coûté 4 à 5 fois plus cher : c’était l’intérêt de tenter un tel développement dans une structure « agile » proche d’un Skunkworks, pour économiser du temps et des coûts. C’était sans compter le temps perdu à rechercher du financement qui en fait a coûté énormément. La réorganisation des structures de certification avec l'apparition dans les années 2005 de l'EASA a aussi complétement changé la donne dans la mesure où les coûts de certification sont devenus largement inabordables en comparaison avec ce qu'ils étaient au moment du lancement du programme.
En 2007, le conseil régional d'Aquitaine accorde une aide de 656 625 euros à la société pour l’innovation et le développement . À la suite de l'effondrement d'un plafond des bureaux (sur la zone de l'aéroport de Biarritz propriété du district du BAB) dans lesquels elle était installée depuis sa création, la société a été obligée de quitter précipitamment ses locaux historiques et dans ces conditions, la communauté d'agglomération Côte Basque-Adour a subventionné en urgence à hauteur de 40 000 euros un bâtiment de 1 593 m2 de la zone du Lazaret à Anglet.
En 2008, la société reçoit une subvention FEDER de 500 000 euros du Conseil Régional d'Aquitaine pour finalisation et certification du programme de recherche et développement du turbofan DGEN 380,.

## Le programme DGEN
Le programme DGEN avait pour objet le développement d’une gamme de réacteurs double corps double flux (turbofans) appelés DGEN 380 et 390 destinés à l'équipement des avions de 4 à 6 places en configuration biréacteur, de masse maximale comprise entre 1400 et 2 150 kg. Les moteurs DGEN sont reconnus comme étant les seuls turbofans conçus pour le domaine de vol de l'aviation générale (altitude inférieure à 25 000 pieds, vitesse inférieure à Mach 0,45) point design de conception Mach 0,338 FL 100 ISA SL (DGEN 380 flat rated ISA +5, DGEN 390 ISA + 15).
Les moteurs DGEN sont  des machines de forte dilution 7,5 pour le DGEN 380 (même taux que le CFM 56) et 6,9 pour le DGEN 390 qui  présentent une architecture double corps, double flux typique des Turbofans de l'aviation civile  et qui se distinguent par des innovations spécifiques, comme un Fan avec réducteur et un starter/générateur intégré permettant un concept tout-électrique des équipements contrôlés par un FADEC (circuit d'huile et de carburant équipé d'électro-pompes indépendantes du régime général du moteur).
La forte dilution permet d’obtenir des taux de consommation spécifiques (SFC) très bas, assez proches de la consommation d’un Turboprop de même puissance. Le réducteur, permet de disposer d’un facteur d’adaptation supplémentaire qui en choisissant judicieusement le taux de réduction, permet d’abaisser le régime du Fan sans avoir besoin d'une deuxième turbine BP par rapport à un moteur sans réducteur et en conséquence, d’obtenir des vitesses plus faibles en tête d’aubes entrainant l’atténuation considérable des bruits aérodynamiques. Sans traitement acoustique de l’entrée d’air, le niveau d’émission (pour 1 moteur) est de 55 dBA au décollage, à 110 Psi, aux distances conventionnelles : ce qui est exceptionnel.
Ce moteur n’ayant jamais été avionné, les intérêts de la formule n’ont pu être vérifiés en particulier :
- le confort de vol à attendre dans ce type d’avion dû au silence des moteurs,
- -l’intérêt de la poussée directive qui apportent une sécurité de tenue en vol pour des avions léger volant à des vitesses importantes (463/556 km/h) en comparaison avec la traction des hélices trop chargées (effets gyroscopiques difficiles à dominer et dangereux pour des avions légers),
- -la sécurité apportée par des turbines, qui ont été conçues et calculées sur un projet, de pouvoir prétendre à un MTBO de 3600 cycles (de 2 h) (ce qui signifie des durées de vie de la majorité des composants de plus de 30 à 40% de cet objectif), en comparaison d'un moteur à piston classique,
- -la capacité de fonctionner dans un large domaine de vol sans avoir à se soucier des changements de palier de crainte de serrer le moteur. Avec une incomparable facilité de pilotage dû au contrôle total du FADEC (contrôle automatique des red lines, flat rated.).

Le programme DGEN reste un exploit technique qui a été l’œuvre de jeunes ingénieurs issus des meilleures écoles françaises qui se sont exprimés pendant plusieurs années sur un sujet très complexe sans particulièrement d’expérience préalable, avec l’assistance de Snecma et Turbomeca tout au début, mais surtout avec l’assistance extraordinaire et désintéressée de Seniors Experts (artisans de l’histoire de Snecma et de Turbomeca au plus haut niveau) qui ont apporté dans le cadre de ce projet, patiemment et pendant de longues années auprès des jeunes, leur savoir-faire supérieur, leur conseil et leur expérience. C’est donc aussi une histoire humaine très valorisante comme en a connu souvent l’aviation en France.
il faut saluer aussi le courage des actionnaires privés ou financiers et des pouvoirs publics Régionaux ou Nationaux qui ont soutenu ce projet durant autant d'années. Tous nos vœux de réussite vont à la société Akira Technologies  et à ses dirigeants.
Le moteur DGEN a été traditionnellement présenté au Salon du Bourget, au salon de l'aviation générale de Friedrichshafen et à l'EAA AirVenture Oshkosh.

## Les solutions WESTT
Price Induction est le concepteur et fournisseur de la gamme de solutions pédagogiques et de recherche WESTT lancée en 2010 et destinée aux universités, écoles d'ingénieurs et instituts de recherche. Basées sur la technologie du moteur DGEN, les solutions WESTT équipent notamment l'université française ISAE, l'école de pilotage brésilienne EWM Aviation Ground School, le Georgia Institute of Technology (Georgia Tech) à Atlanta, la Rzeszów University of Technology en Pologne et l'Institut sino-européen d'ingénierie de l'aviation en Chine. En avril 2012, Price Induction a signé un accord de coopération commerciale avec la société aéronautique chinoise AVIC International Holding Corporation.